# Oseam
Oseam (오세암) – koreańska świątynia buddyjska niemająca statusu klasztoru - pustelnia.

## Historia pustelni
Pustelnia ta została wybudowana w 643 roku przez mnicha Chajanga na zboczu góry Sŏrak w prowincji Gangwon. Jej pierwotną nazwą była Kwanŭm am (pustelnia Awalokiteśwary). W 1548 roku mnich Pou (普雨) dokonał rekonstrukcji świątyni. W 1643 roku mnich Sŏljŏng odbudował ją i zmienił nazwę na obecną. 
W pustelni tej przebywali słynni mnisi i poeci Kim Si’sŭp i Han Yongun.
Wydarzenia związane z tą pustelnią a dotyczące adoptowanych przez mnichów dzieci, stały się tematem filmu Oseam. O w języku koreańskim znaczy "pięć" (wiek dzieci), a równocześnie także oznacza oświecenie (lub kkaech'im), 
Pustelnia należy do klasztoru Paekdam (백담사). Innymi pustelniami związanymi z tym klasztorem są Bongjŏng i Wŏnmyŏng.

## Adres pustelni
- 22-33, Yongdae2-ri, Buk-myeon, Inje-gun, Gangwon-do, Korea Południowa